# دان‌دادان
دان‌دادان (ダンダダン) همچنین به‌صورت حروف الفبای دان دا دان نوشته می‌شود، مجموعه مانگایی ژاپنی است که توسط یوکی‌نوبو تاتسو نوشته و تصویرسازی شده است. این مجموعه از ۶ آوریل ۲۰۲۱، در اَپلیکیشن و وبگاه شونن جامپ+ انتشارات شوئیشا به‌صورت سریالی منتشر شده است و فصل‌های آن تا ژوئیه ۲۰۲۵ در ۲۰ جلد تانکوبون جمع‌آوری شده است. بر پایه نسخه مانگا یک مجموعه تلویزیونی انیمه نیز به کارگردانی فوگو یاماشیرو توسط استودیوی ساینس سارو مورد اقتباس قرار گرفته است که از اکتبر تا دسامبر ۲۰۲۴ پخش شد. فصل دوم نیز از ژوئیه ۲۰۲۵ در حال پخش است. ترانه شروع این انیمه «اوتونوکه» از گروه هیپ‌هاپ ژاپنی کریپی ناتز است.

## داستان
مومو آیاسه یک دختر دبیرستانی است که به ارواح اعتقاد دارد اما به وجود بیگانگان باور ندارد، در حالی که همکلاسی‌اش کن تاکاکورا، که مومو به او لقب «اوکارون» داده است، معتقد است موجودات فضایی وجود دارند اما به ارواح اعتقاد ندارد. در یک شرط‌بندی برای تعیین اینکه حق با چه کسی است، این دو تصمیم می‌گیرند به‌طور جداگانه از مکان‌های مرتبط با هر دو نوع یعنی غیبی و فراطبیعی دیدن کنند - مومو از اولی، و اوکارون از دومی بازدید می‌کند. در این بین مومو توسط گروهی از بیگانگان ربوده می‌شود که به‌طور تصادفی چاکراهای او را باز می‌کنند و توانایی‌های نهفتهٔ سایکیک او را فعال می‌کنند. در همین حال، اوکارون توسط روحی تسخیر می‌شود که اختیار بدنش را به‌دست می‌گیرد. آن‌ها با استفاده از توانایی‌های مومو و فرم تسخیر شده اوکارون، بیگانگان را شکست می‌دهند.
ادامه داستان ماجراجویی این دو را دنبال می‌کند، درحالی که آن‌ها با دانش‌آموزان دیگر، دوستان، خانواده و آشنایان جدید برای مبارزه با ارواح و بیگانگان متحد می‌شوند؛ موضوعات اصلی داستان شامل بازیابی بیضه‌های اوکارون (کینتاما) و پیدایش احساسات عاشقانه بین مومو و اوکارون است.

## شخصیت‌ها

### اصلی
مومو آیاسه (綾瀬 桃 Ayase Momo)
صداگذاری شده توسط: شیون واکایاما (ژاپنی); ابی تروت (انگلیسی)
دختری دبیرستانی که به ارواح و پدیده‌های فراطبیعی اعتقاد دارد. این مسئله تا حدی به دلیل تأثیر مادربزرگش، سئیکو آیاسه، است که با آن‌ها کار می‌کرد، اما پس از اینکه مومو در مدرسه به خاطر این موضوع مورد آزار و اذیت قرار گرفت، سئیکو را نفرین کرد و باعث شد که روابط آن‌ها خدشه‌دار شود. پس از ربوده شدن توسط بیگانگان سرپو، او متوجه می‌شود که دارای توانایی‌های دورجنبی است که به او اجازه می‌دهد «هالهٔ» افراد و اشیاء را تجسم کند و قدرت خود را به شکل دست‌های غول‌پیکر برای «گرفتن» و کنترل این هاله‌ها تجسم می‌کند. مومو به کن تاکاکورا، بازیگر سینمای ژاپنی علاقه زیادی دارد و اغلب هر وقت کسی نام کامل او را با صدای بلند می‌گوید گیج می‌شود. اگرچه او و اوکارون در ابتدا با هم کنار نمی‌آیند و مدام با یکدیگر بحث و دعوا می‌کردند، اما پس از شکست دادن توربو گرنی، دوست صمیمی می‌شوند و در طول داستان، او احساسات شدیدی نسبت به اوکارون پیدا می‌کند. او تصمیم می‌گیرد به اوکارون برای بازیابی بیضه‌هایش کمک کند.
کن تاکاکورا (高倉 健 Takakura Ken) / اوکارون (オカルン)
صداگذاری شده توسط: ناتسوکی هانائه (ژاپنی); ای.جی. بکلز (انگلیسی)
یک پسر دبیرستانی خجالتی و بدون دوست که سعی می‌کند با مومو به خاطر علایق مشترکشان در پدیده‌های فراطبیعی ارتباط برقرار کند. مومو (و همچنین دوستانش میکو و موکو) او را با نام «اوکارون» خطاب می‌کنند (برگرفته از «علوم خفیه» پس از علاقه‌اش به این موضوعات) تا ناخواسته به یاد کراش خود به سلبریتی نشود، اگرچه اوکارون از منشأ این موضوع بی‌خبر است. پس از تسخیر شدن توسط توربو گرنی، اوکارون توانایی وارد شدن به یک حالت شیطانی قدرتمند را به‌دست می‌آورد که به او سرعتی فوق‌العاده می‌دهد، اما همچنین شخصیت متناوب آرام و در عین حال بی‌حالی به او می‌دهد. اوکارون اغلب توسط سایر همکلاسی‌هایش به خاطر رفتار خجالتی‌اش مورد آزار و اذیت قرار می‌گیرد. از دست دادن و بازیابی بیضه‌های اوکارون نقطه کانونی اصلی این مجموعه است.
سئیکو آیاسه (綾瀬 星子 Ayase Seiko)
صداگذاری شده توسط: نانا میزوکی (ژاپنی); کاری والگرن (انگلیسی)
یک واسطه روحی و مادربزرگ مومو که با یکدیگر زندگی می‌کند، علیرغم اینکه به نظر می‌رسد در دههٔ ۲۰ سالگی زندگی‌اش است. او به مومو و اوکارون کمک می‌کند تا با ارواح خطرناک و یوکای مقابله کنند. اگرچه او هیچ قدرت ذاتی ندارد، اما دانش گسترده‌ای از موجودات فراطبیعی و نفرین‌ها دارد، و از مصنوعات مختلف و قدرت قرض گرفته شده خدای ساکن در شهرشان برای مهر و موم کردن و از بین بردن یوکای استفاده می‌کند، اگرچه این قدرت فقط به خود شهر محدود می‌شود. او شخصیتی گستاخ و منزوی دارد که باعث ناراحتی اطرافیانش می‌شود، اما عمیقاً به عزیزانش به‌ویژه مومو اهمیت می‌دهد.
توربو گرنی (ターボババア Tābo Babā)
صداگذاری شده توسط: مایومی تاناکا (ژاپنی); باربارا گودسون (انگلیسی)
توربو گرنی یوکایی به شکل یک پیرزن بی‌رحم و بد دهن است، که برای آرامش روح دخترانی استفاده می‌شد که به مرگ وحشتناکی از دنیا رفته بودند، اما شروع به نفرین و دزدیدن اندام تناسلی هر کسی که وارد قلمرو او می‌شد، کرد. پس از اینکه مومو و اوکارون او را شکست دادند، سئیکو روح او را درون یک عروسک مانکی نکو مهر و موم کرد. توربو گرنی در ازای پس گرفتن قدرت‌هایش موافقت می‌کند که به اوکارون و مومو در یافتن بیضه‌های اوکارون کمک کند.
آیرا شیراتوری (白鳥 愛羅 Shiratori Aira)
صداگذاری شده توسط: آیانه ساکورا (ژاپنی); لیسا ریمولد (انگلیسی)
یک دختر زیبای جوان در مدرسهٔ کامی است. اگرچه او در ظاهر به مانند یک فرد دلسوز و دوست داشتنی به نظر می‌رسد، اما در واقع به طرز باورنکردنی مغرور است و به عقیدهٔ مسیحایی (احساس مسئولیت افراطی برای نجات دیگران) خود می‌بالد، که نتیجه مستقیم ناتوانی او در کنار آمدن با مرگ مادرش در کودکی است. آیرا پس از به‌دست آوردن یکی از کینتاماهای (بیضه) اوکارون، توانایی سرکوب شده خود را برای دیدن پدیده‌های فراطبیعی دوباره بیدار کرد، که همراه با خودپردازی، او را به این باور رساند که او از نظر الهی برای جن‌گیری یوکای انتخاب شده است و بنابراین مومو را هدف قرار می‌دهد، و به‌طور افراطی معتقد است که او و اوکارون شیطان صفت هستند. با بزرگتر شدن خانواده، او خود را رهبر آن‌ها اعلام می‌کند، اما با جلوتر رفتن داستان فداکارتر می‌شود و آنها را به گروه جدید دوستانش تبدیل می‌کند و رابطه‌اش را با مومو بهبود می‌بخشد.